# 아나스타시오스 소울리스
아나스타시오스 소울리스(스웨덴어: Anastasios Soulis, 1987년 1월 8일~)는 스웨덴의 배우이다.

## 작품 목록

### 영화
- 크리스마스 이즈 커밍 아웃 (2015년)
- 키루나에서의 재회 (2012년)
- 슈퍼스타 마야 (2009년)
- 그로운 업스 (2008년)
- 서든리 (2006년)
- 모두가 앨리스를 사랑해 (2002년)
- 여름 이야기(영어판) (2000년)
- 고모론 (1992년) - 게스트 역